# Ulju (huyện)
Huyện Ulju (tiếng Hàn Quốc: 울주군; Hanja: 蔚州郡; Ulju-gun) là một huyện chiếm phần lớn ở Ulsan, Hàn Quốc.

## Danh sách hành chính
- Beomseo-eup
- Eonyang-eup
- Onsan-eup
- Onyang-eup
- Cheongryang-myeon
- Dudong-myeon
- Duseo-myeon
- Samdong-myeon
- Samnam-myeon
- Sangbuk-myeon
- Seosaeng-myeon
- Ungchon-myeon

## Khu tham quan
- Ganjeolgot
- Jakgwaecheon

## Liên kết
- Huyện Ulju Lưu trữ ngày 4 tháng 1 năm 2014 tại Wayback Machine